# Santa Guglielma
Santa Guglielma o Guglielmina o Guglielma la Boema o Guglielma d'Ungheria (fl. VIII secolo) a volte confusa con una quasi omonima Guglielma la Boema (prima metà XIII secolo - 1281), è una figura presumibilmente leggendaria che godette però di una durevole venerazione in Italia, soprattutto a Brunate (CO) e a Morbegno (SO) e che conobbe una straordinaria fioritura nei secoli XIV e XV. La base della sua leggenda è un classico intreccio sul tema della “fanciulla perseguitata”, ricorrente in oltre duecentosessanta versioni nella tradizione e nella narrativa occidentale. L’eroina porta molti nomi nelle varie versioni europee della vicenda, ma solo in Italia si chiama Guglielma.

## Storia
La storia che di lei si tramanda vuole che essa, figlia (o sorella) di un re d'Inghilterra, sposasse nel 798 Teodo, re d'Ungheria; costui partì per la Terra santa lasciando al fratello l'incarico di provvedere al regno e alla sposa ma questi cercò di sedurre la cognata che però lo respinse. Per vendicarsi la accusò di infedeltà e la donna, processata e condannata a morte, riuscì però a evadere e, sotto mentite spoglie, finì per ritrovarsi alla corte del re di Francia. Anche qui un cortigiano se ne invaghì e cercò di sedurla ma, venendone respinto, la accusò di infanticidio, per cui di nuovo Guglielmina venne condannata alla pena capitale; nuovamente liberata, passò in Italia dove decise di rinchiudersi in un convento, a Brunate, in cui condusse vita austera ed esemplare, acquisendo fama di santità e di taumaturgia. Raggiunto da queste notizie, il re suo sposo venne da lei a chiederle perdono e la ricondusse alle sue terre dove trascorse in pace i suoi ultimi giorni.
È stato ipotizzato che a questa figura (collocata in contesto storicamente vago che la presenta figlia di un re d’Inghilterra e moglie di un re d’Ungheria, conservatasi vergine nel matrimonio, calunniata da un malvagio e lungamente perseguitata in un crescendo di eventi miracolosi prima della riabilitazione finale, in un’epoca che di qualche secolo precede l’anno mille) si sia sovrapposta, in Italia, quella di Guglielma la Boema (o di Milano) alla quale fu attribuita dai suoi seguaci una nascita non meno illustre di quella della Guglielma leggendaria: presunta figlia di Costanza d’Ungheria e di re della stirpe dei Premyslidi Ottocaro I di Boemia (sarebbe stata cioè sorella di sant’Agnese di Boemia e cugina di santa Elisabetta d’Ungheria). A sua volta la leggenda avrebbe influenzato la storia: infatti nel 1301, a un anno dalla condanna al rogo dei principali seguaci di Guglielma di Milano, gli annali di Colmar riportando la vicenda parlano di lei presentandola come una “vergine Inglese” (la sovrapposizione è palese, dato che Guglielma Boema aveva un figlio).
- Praecedenti Anno venit de Anglia virgo decora, pariterque facunda, dicens, Spiritum Sanctum incarnatum in redemptionem Mulierum. Et baptizavit Mulieres in nomine Patris, et Filii et Sui. Quae mortua ducta fuit in Mediolanum, et cremata: cuius cineres Frater Johannes de Vissemburc se vidisse referet. “Annales Colmarienses maiores.” In Monumenta Germaniae Historica, Scriptores, XVII, Hanover, 1963. p. 226.

Guglielma d’Ungheria, sebbene mai ufficialmente canonizzata, con la sua storia piena di episodi mirabolanti colpì durevolmente la fantasia popolare; il suo culto in Italia è da ritenersi più o meno coevo alla vicenda di Guglielma Boema (sebbene il modello leggendario sia considerevolmente più antico), ma ebbe uno straordinario impulso qualche decennio più tardi, in concomitanza con la recrudescenza del sospetto inquisitorio contro i guglielmiti  [Barbara Newman, op. cit.]. Non è stato possibile ai ricercatori chiarire l’origine del suo nome inconsueto: Lo storico Ungherese Zsuzsa Kovács [Zsuzsa Kovács op.cit.] ricorda che nel 1859 lo studioso Ernő Simonyi aveva portato all’attenzione dei letterati ungheresi l’esistenza nel British Museum di Londra di un manoscritto italiano sulla storia della “Beata Guielma regina d’Ongaria” (sic) che considerò una “favola romanzesca”, dal momento che nella storia d’Ungheria non è mai esistita una regina di quel nome.
La persistente venerazione di santa Guglielma di Ungheria nei luoghi dove era lecito aspettarsi la presenza di seguaci di Guglielma la Boema (sia Brunate che Morbegno erano al tempo sotto la signoria Viscontea), ha portato a ipotizzare una sovrapposizione intenzionale delle due figure, messa in atto allo scopo di mascherare con la devozione per la prima il culto della seconda, condannato dalla Chiesa Cattolica come eretico. Tale sovrapposizione sarebbe avvenuta sotto l’egida della famiglia Visconti, legata sia al culto di Guglielma la Boema che a quello di Santa Guglielma, regina d’Ungheria. È noto che alcuni dei guglielmiti erano a vario titolo vicini alla famiglia (prima fra tutti Maifreda da Pirovano, figlia di Morando dei Pirovano e a quanto sembra, cugina di Matteo Visconti, signore di Milano al suo tempo). Gli stessi Visconti, nel processo inquisitoriale intentato loro nel 1322, furono tra l’altro accusati di aderire all’eresia guglielmita.
Nella chiesa di Sant’Andrea a Brunate, dove il culto di Guglielma d'Ungheria (non canonico, in quanto si tratta di una santa mai riconosciuta) è tuttora vivo e celebrato ogni quarta domenica di aprile, si conserva un affresco che ufficialmente ritrae la badessa Maddalena degli Albrizzi dinanzi alla santa regina: secondo alcuni studiosi si tratterebbe invece di Maifreda da Pirovano che riceve il crisma per imposizione delle mani da Guglielma la Boema in veste di Guglielma d’Ungheria: ciò sarebbe dimostrato tra l’altro dalla presenza di un laico vicino alle due, interpretato come Andrea Saramita, teologo dei guglielmiti (ma secondo tradizione Pietro degli Albrizzi, cugino della badessa e committente della tomba di lei). L’affresco fa parte di un ciclo in gran parte perduto, commissionato dalla stessa badessa assai legata a Bianca Maria Visconti, patronessa del monastero. La chiesa di Sant’Andrea apparteneva infatti a un monastero agostiniano e si supponeva che santa Guglielma d’Ungheria vi avesse abitato nelle sue peregrinazioni (anche se era stato fondato solo nel 1340). Altra circostanza che ha indotto a supporre che la natura del culto di Guglielma d’Ungheria travalichi quello di una comune venerazione è la celebrazione della sua festività  che ne fa l'unica santa dotata di una festa mobile, particolarità riservata alla liturgia pasquale: i seguaci di Guglielma Boema la consideravano incarnazione dello Spirito Santo e superiore alla vergine Maria e a tutti i santi. Il possibile collegamento tra le due Guglielme fu rilevato per la prima volta da Michele Caffi, nel 1842
Morbegno, faceva un tempo parte del territorio di Como (passato nel 1335 sotto la signoria dei Visconti). Durante i restauri della chiesa di Sant’Antonio pertinente al convento domenicano, è stato rinvenuto un affresco raffigurante santa Guglielma “con una testa in mano”. Anche in questo caso si è ipotizzato un cripto culto di Guglielma Boema: il suo strano gesto rappresenterebbe in realtà come a Brunate un atto di consacrazione per imposizione delle mani
I seguaci di Guglielma la Boema  hanno dato luogo a una vera e propria setta eretica, quella dei "guglielmiti". Nel 1300 si svolse a Milano un processo contro i seguaci di Guglielma, terminato con la condanna al rogo dei maggiori esponenti del movimento, tra cui suor Maifreda da Pirovano e Andrea Saramita; nella stessa occasione, le spoglie di Guglielma furono riesumate e a loro volta bruciate sul rogo. La venerazione a Guglielma è sopravvissuta per secoli a Brunate, dove al personaggio storico di Guglielma la Boema sono stati sovrapposti nuovi racconti e leggende per far perdere la memoria dell'eresia cui il personaggio storico aveva dato luogo; la sua chiesa veniva spesso visitata dalle donne che avevano partorito perché si riteneva che la santa favorisse la produzione di latte per i neonati. Un monastero venne fondato a Brunate da certe sorelle Pedraglio di Como verso il 1350, nel luogo dove si ritiene sia vissuta la santa.
Nella chiesa di Brunate esiste tuttora un affresco, risalente alla seconda metà del XV secolo, raffigurante Santa Guglielma con due devoti inginocchiati ai suoi piedi, di cui la monaca potrebbe essere la Beata Maddalena Albrici (probabile committente dell'affresco stesso). Questo affresco doveva far parte di un ciclo più ampio, come ricorda don Pietro Monti nel 1842:
Una Relazione della sua vita, scritta da Andrea Ferrari, fu stampata in Como nel 642. La poetessa Antonia Pulci (1452-1501), moglie di Bernardo Pulci, scrisse una sacra rappresentazione ispirata a questa vicenda.